# Kuppenheim
Kuppenheim là một thị trấn thuộc huyện Rastatt, bang Baden-Württemberg, Đức. Nơi đây nằm bên bờ sông Murg, cách Rastatt 5 km về phía đông nam và cách Baden-Baden 8 km về phía bắc.